# Paulo Roberto de Almeida
Paulo Roberto de Almeida (* 19. November 1949 in São Paulo) ist ein brasilianischer Soziologe und Diplomat.
Almeida promovierte in Sozialwissenschaften an der Université Libre de Bruxelles. Seit 1977 ist er Diplomat. Er lehrt am Rio Branco-Institut und am privaten Centro Universitário de Brasília (UniCEUB). Ab 2003 war er Berater an der Secretaria de Assuntos Estratégicos des Brasilianischen Präsidenten. Er veröffentlichte Bücher zur brasilianischen Außenpolitik.
Almeidas h-Index beträgt 27 (Stand April 2024).

## Schriften (Auswahl)
- Nunca antes na diplomacia: a política externa brasileira em tempos não convencionais. Curitiba: Editora Appris, 2014. ISBN 978-85-8192-429-8
- O homem que pensou o Brasil: trajetória intelectual de Roberto Campos. Curitiba: Appris Editora, 2017. ISBN 978-85-473-0485-0
- Oliveira Lima: um historiador das América. Recife: CEPE Editora, 2017. ISBN 978-85-7858-561-7
- Contra a corrente: ensaios contrarianistas sobre as relaçoes internacionais do Brasil 2014-2018. Curitiba: Appris, 2019. ISBN 978-85-473-2798-9
- Apogeu e demolição da política externa: itinerários da diplomacia brasileira. Curitiba: Editora Appris, 2021. ISBN 978-65-250-1634-4